# Max van den Berg
Margrietus Johannes (Max) van den Berg (født 22. marts 1946) er en nederlandsk politiker og medlem af det nederlandske arbejderparti. Fra 1979 til 1986 var han formand for partiet, og fra 1999 til 2007 var han europaparlamentsmedlem. Siden 2007 har han været Kongens Kommissær i Groningen.